# Babilonia Teatri

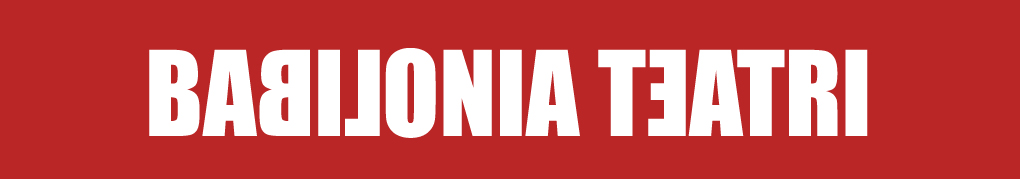
Logo di Babilonia Teatri

Babilonia Teatri è una compagnia teatrale italiana fondata nel 2005 da Valeria Raimondi e Enrico Castellani, con sede ad Oppeano (provincia di Verona), in località Le Merle, due volte vincitrice del Premio Ubu (2009 e 2011) e di un leone d'argento per l'innovazione teatrale alla Biennale di Venezia (2016).

## Storia
La compagnia è nata nel 2005 intorno a un progetto sulla guerra in Iraq che si chiamava Cabaret Babilonia. Lo spettacolo non ha visto la luce, ma da quel titolo è nato il nome della compagnia.
Da allora ha portato i suoi spettacoli nelle principali città italiane, europee e non (Berlino, Parigi, Sarajevo, Strasburgo, Bogotà, Mosca).
Oltre ai vari premi la compagnia ha ricevuto anche 2 premi Ubu: nel 2009 il premio speciale come gruppo guida dell'attuale cambio generazionale e nel 2011 come miglior "Nuovo testo italiano o ricerca drammaturgica" assegnato ai due fondatori, Valeria Raimondi e Enrico Castellani.

### Composizione
Attualmente (2017) la compagnia è composta da:
Enrico Castellani attore, regista e drammaturgo
Valeria Raimondi attrice, regista
Luca Scotton attore/performer, lighting designer, scenografo
Alice Castellani organizzazione

## Teatro
- 2006 - Panopticon Frankenstein
- 2007 - Underwork
- 2007 - made in italy
- 2009 - Pop Star
- 2009 - Pornobboy
- 2010 - The best of
- 2011 - The End
- 2012 - Pinocchio
- 2013 - Lolita
- 2014 - Jesus
- 2015 - Inferno
- 2015 - Ho un lupo nella pancia
- 2015 -David è morto (produzione Teatro Stabile del Veneto Carlo Goldoni, Emilia Romagna Teatro Fondazione)
- 2016 - Purgatorio
- 2017 -Paradiso
- 2017 -Pedigree
- 2018 -Calcinculo

## Progetti speciali
- 2009 - Special Prize (produzione La Piccionaia I Carrara)
- 2010 - Baby Don't Cry (produzione Teatro delle Briciole)
- 2010 - This is the end my only friend the end
- 2010 - Il mio nome è musa
- 2012 - The rerum natura (produzione Napoli Teatro Festival)
- 2012 - Maledetta primavera (produzione Teatro di Roma)
- 2012 - Pinocchio De-Costruction
- 2014 - Con il mare facevamo il pane
- 2014 - Inferno
- 2015 - Ho un lupo nella pancia (produzione La Piccionaia i Carrara)
- 2018 - Come nelle Favole (produzione La Piccionaia i Carrara)

## Premi
- 2006 finalista premio Scenario infanzia (Panopticon Frankenstein)[6]
- 2007 vincitore di Piattaforma Veneto di Operaestate Festival Veneto (Panopticon Frankenstein)
- 2007 premio Scenario (made in italy)[7]
- 2008 nomination premio Ubu  novità italiana/ricerca drammaturgia
- 2009 premio speciale Ubu per la capacità di rinnovare la scena, mettendo alla prova la tenuta del linguaggio e facendo emergere gli aspetti più inquieti e imbarazzati del nostro stare nel mondo attraverso l'uso intelligente di nuovi codici visuali e linguistici[8]
- 2010 Premio Vertigine (made in italy)
- 2010 Premio Off del Teatro Stabile del Veneto (The best of)[9]
- 2011 nomination Premio Ubu spettacolo dell'anno (The End)
- 2011 Premio Ubu novità italiana/ricerca drammaturgica (The End)[10]
- 2012 Premio Hystrio alla Drammaturgia[11]
- 2012 Premio Enriquez Sirolo  Nuovi linguaggi di impegno sociale e civile, sezione Teatro di ricerca
- 2013 Premio dell'Associazione Nazionale dei Critici di Teatro[12]
- 2016 Leone d'argento per l'innovazione teatrale alla Biennale di Venezia 2016[13][14]
- 2018 nomination Premio Ubu Migliore nuovo testo italiano o scrittura drammaturgica (Calcinculo)[15]
- 2018 nomination Premio Ubu  Miglior progetto sonoro/musiche originali (Calcinculo)[15]